# Arthur Nordlie

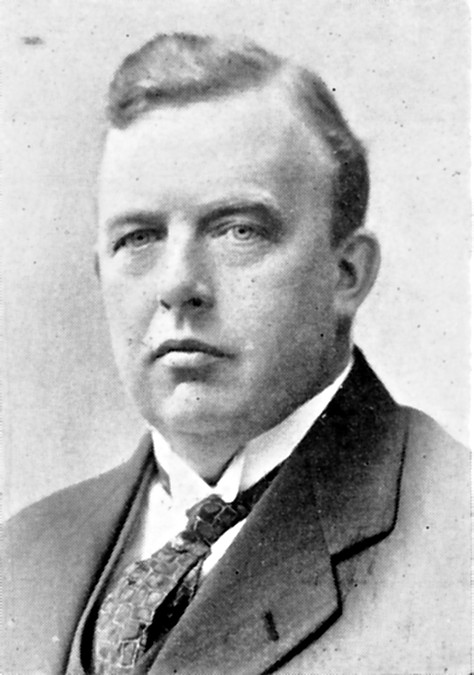
Arthur Nordlie (um 1934)

Arthur Henry Eugen Nordlie (* 2. Februar 1883 in Kristiania; † 8. Januar 1965) war ein norwegischer Unternehmer, Sportfunktionär und Politiker der konservativen Høyre sowie zwischen 1945 und 1950 deren Vorsitzender.

## Leben
Nordlie, der Mitglied von Lyn Oslo sowie 1904 bis 1905 und von 1909 bis 1910 Präsident des Norwegischen Fußballverbandes (Norges Fotballforbund) war, begründete 1908 einen Architektur- und Maurerbetrieb in Oslo und war seither als Unternehmer tätig.
1920 begann er seine politische Laufbahn in der Kommunalpolitik, als er als Vertreter der Høyre zum Mitglied des Stadtrates von Oslo gewählt wurde und diesem bis 1956 angehörte. Daneben wurde Nordlie, der zwischen 1923 und 1938 auch Vorsitzender des norwegischen Handwerkerverbandes (Norges Håndverkerforbund) war, für die Høyre 1927 auch erstmals zum Abgeordneten in das Storting gewählt, in dem er bis 1945 Oslo vertrat. Er 1926 zu den Initiatoren für den Bau des Ullevaal-Stadions.
Nach dem Ende des Zweiten Weltkrieges wurde er 1945 Vorsitzender der Høyre und damit quasi Nachfolger von Ole Ludvig Bærøe, der bis zur Besetzung Norwegens durch die deutsche Wehrmacht 1940 Parteivorsitzender war. Das Amt des Parteivorsitzenden übte er bis zu seiner Ablösung durch Carl Joachim Hambro 1950 aus.
Darüber hinaus war er sowie Mitglied des Organisationskomitees für die Olympischen Winterspiele 1952 in Oslo.